# Острувек (Велюнський повіт)
Острувек (пол. Ostrówek) — село в Польщі, у гміні Острувек Велюнського повіту Лодзинського воєводства.
Населення — 642 особи (2011).
У 1975-1998 роках село належало до Серадзького воєводства.

## Демографія
Демографічна структура станом на 31 березня 2011 року:
|          | Загалом | Допрацездатний вік | Працездатний вік | Постпрацездатний вік |
| -------- | ------- | ------------------ | ---------------- | -------------------- |
| Чоловіки | 329     | 78                 | 229              | 22                   |
| Жінки    | 313     | 64                 | 193              | 56                   |
| Разом    | 642     | 142                | 422              | 78                   |